# HP 2100

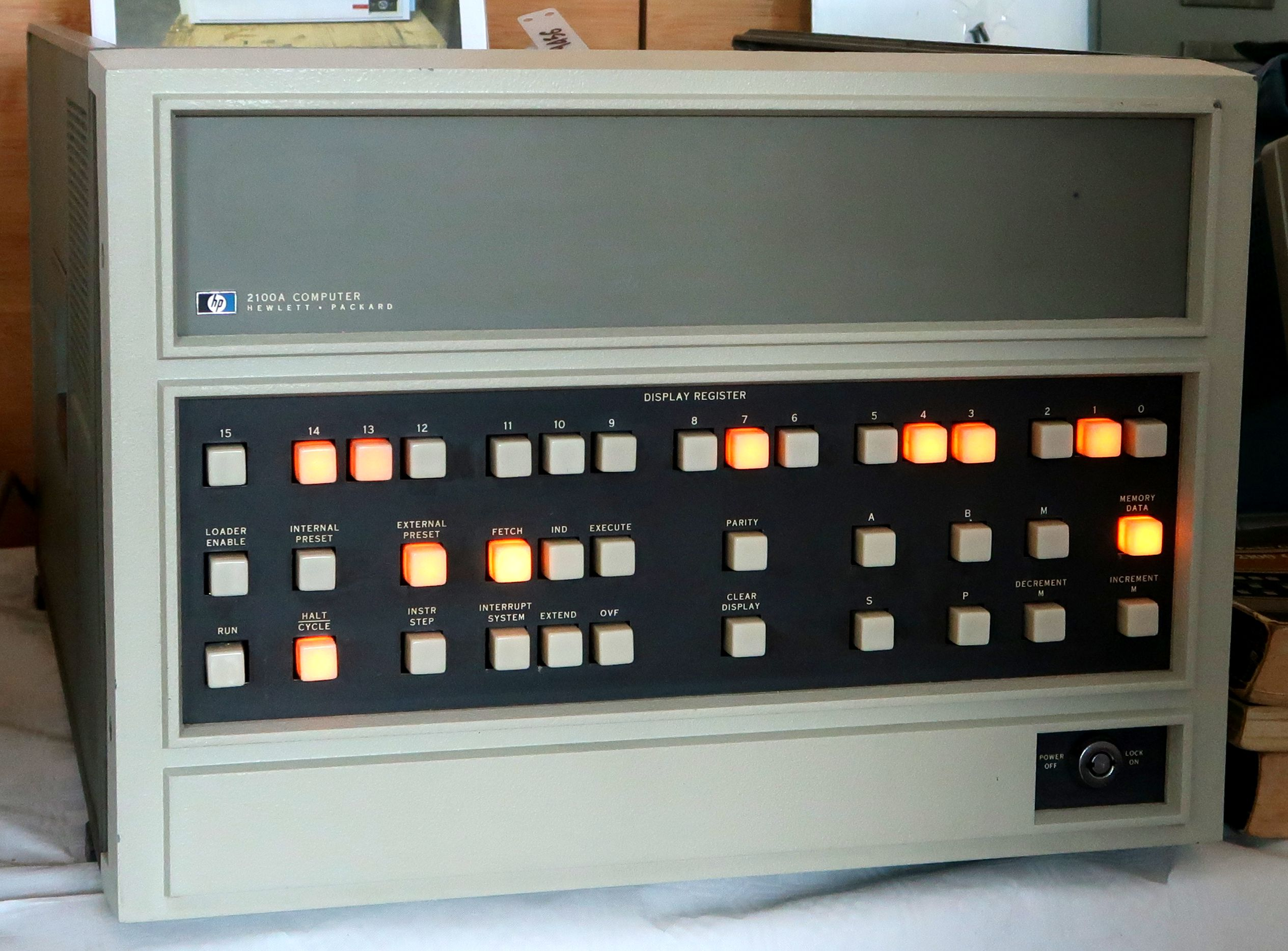
Computador HP 2100A, 1973

El término HP 2100 designa dos conceptos relacionados. Por una parte designa una serie de minicomputadores producidos
por HP entre mediados de la década de 1960, hasta principios de la década de 1990, coincidiendo con el declive de este tipo de equipos. También se refiere a un modelo específico de esta serie. 

## Historia
HP entró en el mercado de los minicomputadores, en 1966, junto con Varian Data Machines. Después General Automation, Computer Automation, Data General, Micro Systems y Lockheed serían su competencia. El 2116A es el primer modelo de la serie. Fue diseñado por una división de la empresa llamada HP Dymec después de absorber a Data Systems, una filial de Union Carbide. Data Systems tenía planes para una minicomputadora de 16 bits llamada DSI-1000, que finalmente se convertiría en el HP 2116 mediante la participación de HP.
La serie pasó a llamarse HP 1000 hacia la década de 1970. Estos fueron vendidos como sistemas de tiempo real, complementando a los HP 3000 que eran más complejos, este sería el punto de partida para una línea de computadoras de escritorio. Con el tiempo se suprimirían gradualmente en favor de estaciones de trabajo UNIX basadas en RISC.

## Modelo 2116A

### Características
El 2116A tenía una longitud de palabra de 16 bits y era de propósito general. La memoria principal era de 4096 palabras (4K) de toros magnéticos, ampliable hasta 8 KB en el chasis, o hasta 16K con un extensor de memoria. El 2116A poseía 16 ranuras E/S en el chasis, un reloj de 10 MHz y un ciclo de reloj de 1,6 microsegundos. El 2116A tuvo dos revisiones posteriores: el apoyo añadido para 2116B hasta 32K con un extensor de memoria, y el 2116C incorporaba un modelo más compacto de memoria de núcleo, permitiendo que los 32K se encontrasen dentro del chasis del equipo.

### Software
Entre el software que venía incluido se encontraba un compilador de FORTRAN, ensamblador, enlazador, cargador, sistema operativo y controladores de E / S. Esto era muy inusual en la mayoría de los fabricantes de ordenadores que vendían primero el hardware y luego el software. 
El HP 2116A era un equipo con una gran modularidad, pues podía ser equipado con  hasta 48 ranuras de expansión con adaptadores. 
Cuando HP vendió más sistemas para negocios que para instrumentación, introdujo el 2115A de corta duración en 1967, una variante de costo reducido de la 2116A, con sólo 8 ranuras E / S. La HP 2116A de 1968 no tenía DMA y aritmética extendida. El 2114A presentó un panel frontal rediseñado, con indicadores de registros reducidos e interruptores táctiles. A partir de esta surgieron dos nuevas revisiones: el 2114B con un solo canal DMA y opciones HSIO a expensas de una sola ranura de E / S, y el 2114C con hasta 16K de memoria básica máxima, a expensas de la otra ranura de E / S. El 2115A y 2114A/B/C tenía un reloj de 8 MHz y un tiempo de ejecución de 2,0 us.

## Descendientes
Los modelos HP 9810, 9820 y 9830 utilizaban una versión de interfaz serie TTL de la CPU del 2116, de características limitadas, solo podían usar software basado en ROM como intérpretes de BASIC y tampoco podían utilizar discos o terminales estándar. En 1975, HP introdujo la BPC, el primer microprocesador de 16 bits con tecnología NMOS. Este microprocesador sería el núcleo del computador de escritorio 9825. Posteriormente, la estación de trabajo 9845 añadió un chip de gestión de memoria. Estos fueron los precursores de las computadoras personales y estaciones de trabajo.
Las principales diferencias entre arquitectura original del 2116 y el microprocesador BPC son una estructura diferente de E/S, la eliminación de múltiples niveles de direccionamiento indirecto, y la adición de un registro de pila. La eliminación de los niveles de direccionamiento indirecto permitió utilizar un bit adicional y así aumentar la capacidad de memoria máxima de 32 KB en palabras de 16 bits a 64 KB. 
El BPC se utilizó en una amplia gama de equipos HP, periféricos y equipos de prueba, hasta su retirada a finales de los años 80.
Los países situados al otro lado del telón de acero también produjeron clones.
Polonia fabricó clones del HP 2114B a partir de 1973. Los clones polacos fueron llamados MKJ-28 (prototipo de 1973), SMC-3 (17 máquinas, 1975-1977) y el PRS 4- (producción en serie de más de 150 máquinas en el periodo 1978 - 1987).
Checoslovaquia también produjo clones compatibles con el HP 1000, denominados ADT4000 (4300, 4500, 4700, 4900). Estos equipos se utilizaron en diversos ámbitos, incluyendo plantas de energía, incluyendo nucleares, la industria de todo tipo, aplicaciones militares, universidades, etc, por su alta fiabilidad y la computación en tiempo real. Los sistemas operativos utilizados fueron DOS/ADT (varias versiones) y Unix.